# Kapuiviit
Kapuiviit, offizieller Name der Insel seit dem 11. Dezember 2009, davor Jens Munk Island, ist eine unbewohnte Insel im Kanadisch-arktischen Archipel in der Qikiqtaaluk-Region des kanadischen Territorium Nunavut. 
Die Insel liegt im Norden des Foxe Basin, weniger als zwei Kilometer vor der Küste von Baffin Island.
Sie hat eine Landfläche von 920 km².
Die Insel erreicht eine maximale Höhe von 151 m.
Nordwestlich der Insel liegt die Murray Maxwell Bay.
Die Insel wurde zu Ehren des dänischen Entdeckers Jens Munk benannt, der in den Jahren 1619 und 1620 nach der Nordwest-Passage suchte.